# David Epstein
Pour les articles homonymes, voir Epstein.
Ne pas confondre avec David Eppstein, également mathématicien.
David Bernard Alper Epstein (né en 1937) est un mathématicien connu pour ses travaux en géométrie hyperbolique, 3-variétés, et la théorie des groupes, parmi d'autres domaines. Il a co-fondé le département de mathématiques de l'Université de Warwick avec Christopher Zeeman et il est fondateur et rédacteur en chef de la revue Experimental Mathematics.

## Formation et carrière
David Epstein est né en 1937 à Pretoria, Afrique du Sud, de Ben Epstein et Pauline (ou Polly) Alper, tous deux d'origine juive lituanienne, bien que Polly soit née en Afrique du Sud. David a terminé l'école à l'âge de 14 ans, et il est diplômé de l'Université du Witwatersrand à l'âge de 17 ans. Il a ensuite obtenu une bourse pour l'Université de Cambridge, il part au Royaume-Uni en 1954. Ayant reçu l'exemption pour la partie I du Mathematical Tripos à l'Université de Cambridge, il en a terminé la partie II en 1955 et la partie III en 1957. Il a épousé Rona en 1958. Il obtient son doctorat à l'âge de 23 ans en 1960, sur le sujet des trois variétés sous la supervision de Christopher Zeeman. Ensuite il a reçu une bourse de recherche à Trinity College, Cambridge.
Il s'est ensuite rendu à l'Université de Princeton, où il a passé une année à suivre conférences de Norman Steenrod sur les opérations de cohomologie, (en) où sa prise de notes et ses révisions sont plus tard publiées sous forme de livre par les Princeton University Press en 1962.
En 1961, Epstein part à l'Institute for Advanced Study (IAS) de Princeton pour une autre année. Il est retourné au Royaume-Uni en 1962 pour devenir chercheur dans le nouvellement créé Churchill College, à Cambridge. En 1964, il s'installe à l'Institut de Mathématiques de l'Université de Warwick pour prendre un poste de lecteur.

## Prix et distinctions
Epstein a reçu le prix Berwick sénior par la London Mathematical Society en 1988.
En 2004, il a été élu Fellow de la Royal Society. En 2012, il est devenu fellow de l'American Mathematical Society,,.
En 1962 il est conférencier invité au congrès international des mathématiciens à Stockholm, avec une conférence intitulée « Steenrod operations in abelian categories ».

## Vie personnelle
En 1963, sa jeune sœur Debbie quitte l'Afrique du Sud alors qu'elle était considérée comme étant en danger d'arrestation par le régime sud-africain de l'apartheid. À ce moment, son père Ben a également eu de graves problèmes avec le régime sud-africain en raison de son orientation éthique en tant que médecin. Par exemple, il a été chargé par l'administration de l'hôpital de cesser de mettre la « faim » comme la cause de la mort sur les certificats de décès des enfants noirs, une instruction qu'il a refusé de suivre. Sa mère Polly a également été active sur le plan politique contre le gouvernement. Polly et Ben ont d'abord voulu émigrer vers les États-Unis, mais leurs visas ont été refusés et ils ont donc à la place émigré au Royaume-Uni.

## Sélection de publications
- D.B.A. Epstein, « Projective planes in 3-manifolds », Proc. London Math. Soc. (3) 11, 1961, p. 469–484.
- D.B.A. Epstein, R.L.E. Schwarzenberger, « Imbeddings of real projective spaces », Ann. of Math. (2) 76, 1962, p. 180–184.
- D.B.A. Epstein, « Steenrod operations in homological algebra », Invent. Math. 1, 1966, p. 152–208.
- D.B.A. Epstein, « Periodic flows on three-manifolds », Ann. of Math. (2) 95, 1972, p. 66–82.
- D.B.A. Epstein, E. Vogt, « A counterexample to the periodic orbit conjecture in codimension 3 », Ann. of Math. (2) 108, 1978, no 3, p. 539–552.
- D.B.A. Epstein, A. Marden, « Convex hulls in hyperbolic space, a theorem of Sullivan, and measured pleated surfaces », in Analytical and geometric aspects of hyperbolic space, Coventry, Durham, 1984, p. 113–253 ; London Math. Soc. Lecture Note Ser., 111, Cambridge Univ. Press, Cambridge, 1987.
- D.B.A. Epstein, R.C. Penner, « Euclidean decompositions of noncompact hyperbolic manifolds », J. Differential Geom. 27, 1988, no 1, p. 67–80.
- David B. A. Epstein, James W. Cannon, Derek F. Holt, Silvio V. F. Levy, Michael S. Paterson, William P. Thurston, Word processing in groups, Jones and Bartlett Publishers, Boston, MA, 1992, p. xii+330  (ISBN 0-86720-244-0)